# Ocskay Rudolf (főispán)
Ocskói és dubováni Ocskay Rudolf (Rezső; Ocskó, 1814. szeptember 12. – 1904. február 10.) főispán, a „Vágvölgy nábobja”.

## Élete
A Nyitrai Piarista Gimnáziumban tanult, majd a Magyaróvári Gazdasági Felsőbb Magántanintézeten végzett.
1849-ben első alispán, 1863-ban Nyitra vármegye helyettes főispánja, 1864-től főispán. Sikertelen erdélyi bányabefektetései, a véget nem érő mulatozásai és versenyistállója a csőd szélére juttatták. Vagyonát Springer Gusztáv bécsi bankár vásárolta meg, de engedélyezte hogy a vágbori kastélyt és a körülötte lévő gyümölcsöskertet tovább használják.
A bori családi sírboltban helyezték örök nyugalomra.

## Családja
Szülei Ocskay Rudolf (Vendrőd, 1752. április 26. - Vágbori, 1817. február 11.) és Benyovszky Zsófia (Benyovszky Móric lánya; Vieszka, 1781. - Vágbori, 1817. február 16.) 1800. július 13-án esküdtek meg Vágboriban.
1836. augusztus 6-án Bucsányban feleségül vette szopori Scultéty Máriát (Bucsány, 1808. szeptember 18. - 1854. július 11.). Így került a családhoz a bucsányi kastély is, melyet a báró Springer testvérek vásároltak meg.
Fiai Ocskay István országgyűlési képviselő (tőle származott unokája Ocskay László Világ Igaza) és Ocskay Rudolf országgyűlési képviselő voltak.
Lányát Ocskay Erzsébetet (Vágbori, 1842. július 27. – Görcsöny, 1931. október 25.) 1863. augusztus 1.-én Vágboriban vette feleségül Benyovszky Lajos Benyovszky Lajos és Ocskay Erzsébet frigyéből négy gyermek született:
- Mária Anna Magdolna (1864–1929); férje: Eberhard zur Lippe-Weissenfeld herceg (1854–1936)
- Erzsébet (1869–1931); férje: nyéki báró Rauch Géza (1852–?)
- Móric István Benő (1872–1936), politikus; neje: németújvári gróf Batthyány Lujza (1897–1981)
- Rudolf (1874–1955) jogász, nagybirtokos, hegedűművész, festő

## Elismerései
- Szent István-rend kiskeresztje